# A.J. Hammons
Aaron Jarrell Hammons, detto A.J. (Gary, 27 agosto 1992), è un ex cestista statunitense, professionista nella NBA.

## Carriera

### NBA (2016-2018)

#### Dallas Mavericks (2016-2017)
Il 24 giugno 2016, durante il Draft NBA 2016, venne selezionato come 46ª scelta dai Dallas Mavericks.